# Shkëlzen Zalli
Shkëlzen Zalli (zm. 18 maja 2020) - albański dziennikarz pracujący w Radiu Tirana, poeta literatury dziecięcej, baśniopisarz. Był autorem ok. 45 książek, baśni i opowiadań dla dzieci.

## Życiorys
W dzieciństwie Zalli był instrumentalistą w zespole muzycznym Dardania, gdzie uczestniczył w krajowych festiwalach muzycznych odbywających się w Gjirokastrze.
Od 1992 roku aż do śmierci pracował jako dziennikarz i redaktor; w Radiu Tirana prowadził programy dla dzieci, takie jak Mikrofoni i qershizave, Kolovajsa e pasdites i Në vallen e rritjes sonë.

## Wybrane dzieła[1][3]
- Ditari i maces
- Gjergji takon Skënderbeun
- Pësimet e Benit
- Treni me gaztorë

## Nagrody
Shkëlzen Zalli był laureatem wielu nagród literackich w Albanii i Kosowie, między innymi przyznawanej przez albańskie Ministerstwo Kultury Narodowej Nagrody w dziedzinie Literatury Dziecięcej.